# Zuata
Zuata es un poblado que queda en la parte sur del estado Estado Anzoátegui. Este poblado se comunica con la carretera que va de Pariaguán a San Diego de Cabrutica. Allí antes de llegar a San Diego de Cabrutica, hay un desvío 15 km hacia la derecha parte oeste. Una vez, recorrido unos 50 km, se encuentra al poblado de Zuata estado Anzoátegui. 

## Historia
Zuata fue fundado hacia el año 1750 por los franciscanos que se habían instalado en la parte sur del río Orinoco. Estos franciscanos habían costeado toda la banda de este lado hacia la parte del estado Anzoátegui. Había estado por los lados de San Diego de Cabrutica y luego penetraron territorio zuatense. Por estos lugares habitaban los aborígenes caribes y también los aborígenes arahuacos. Éste era escenario de ellos. A partir del año 1792 el pueblo comenzó a tener una devoción hacía Santa Rosalia de Palermo. Armas Chitty dice que este poblado fue fundado a partir de este momento, dizque por un dueño de Hata de esa zona, pero eso no está justificado, ni verificado. Se tiene entendido que uno de los que donó la campana a este poblado fue el Señor Camero, nombre que aparece en la campana hacía el año 1792. 
Zuata en el momento de la Independencia fue escenario de la misma guerra, el General Zaraza y José Gregorio Monagas tenían alta comunicación con esta aldeas. Significaba todo esto conquista de gente para la lucha patriota. Allí en el mismo San Diego de Cabrutica se había instalado un cuartel General y allí en San Diego de Cabrutica se había hecho un congreso para sacar adelante la libertad en la zona de Oriente como de Guayana. Éste era un sitio muy estratégico tanto para la zona Sur como la zona de Oriente. 
En el siglo XX, Zuata tuvo muchos logros políticos, sociales, eclesiales, económicos y eclesiales. Obtuvo escuelas, liceos, una parroquia que la creó Mons. Constino Maradie Donato, denominándola Santa Rosalia de Palermo. También se logró la explotación petrolera en toda su área. Denominándose toda su área como Área Petrolífera del Orinoco. También se le creó una carretera pavimentada desde el crucero de San Diego hasta la entrada del pueblo. Se le impulsó la medicina, la policía, la casa comunal. Políticamente es una parroquia del municipio José Gregorio Monagas. Su primer párroco oficial fue Gabriel Vargas, luego Vicente Mancine; el Pbro. Óscar Matute Ortiz, nativo de Onoto, Anzoátegui. Allí fue que se enternó como párroco a partir del año 1986; luego de este vino el Padre Jorge Bohórquez, Ramón Martínez y Luis Zapata.